# Assur-nadin-ahhe I
Assur-nadin-ahhe (ook: Aššur-nadin-aḫḫe I) was rond 1440 v.Chr. koning van Assyrië. Hij volgde zijn vader Assur-rabi I op.
Er wordt vaak verondersteld dat hij niet veel meer was dan een vazal van het naburige Mitanni, maar er is een brief aan Thoetmosis III van Egypte van hem waarin hij hem feliciteert met het bereiken van de Eufraat en hem geschenken stuurt. En de latere koning Assur-uballit I vermeldt dat hij een gift van twintig talenten goud van de farao ontving. Geheel afhankelijk was hij dus niet.
Hij werd afgezet door zijn broer Enlil-nasir II.